# Igor Esteve Malmierca
Igor Esteve Malmierca (3 de abril de 1988) es un árbitro de baloncesto andorrano. Desde la temporada 2024-25 forma parte del cuerpo arbitral de la Liga ACB (dorsal 83). Es árbitro internacional FIBA (desde 2013) con afiliación por Andorra y también FIBA 3x3 (desde 2017).
Pertenece al comité castellano leonés (Salamanca) en competiciones FEB/ACB.

## Trayectoria
Inició su carrera en 2011 en categorías FEB, arbitrando en Liga EBA y Liga Femenina 2 (2011-2018). Desde 2018 dirigió encuentros de LEB Plata, LEB Oro y Liga Femenina Endesa hasta su promoción a la ACB en 2024.
Es internacional FIBA desde 2013; ha dirigido numerosos torneos de FIBA Europe y partidos de selecciones, figurando con afiliación AND (Andorra) en las designaciones oficiales.
Su ascenso a la Liga Endesa en julio de 2024 fue recogido por medios andorranos como RTVA y la prensa local.

## Temporadas
| Categoría/competición                 | País/Región | Años            |
| ------------------------------------- | ----------- | --------------- |
| Categorías FEB (EBA / LF2)            | España      | 2011–2018       |
| FEB (LEB Plata / LEB Oro / LF Endesa) | España      | 2018–2024       |
| Liga ACB                              | España      | 2024–Actualidad |